# Dívida externa do Brasil
A dívida externa do Brasil corresponde à soma dos débitos externos do Brasil. Em 1964, a dívida externa brasileira era de US$ 3 bilhões, passando para US$ 150 bilhões em 1994. Em 2019 o montante total era de US$ 323,5 bilhões. Em março de 2024 está estimada a US$ 355,7 bilhões, segundo dados do Banco Central.

## História da dívida externa do Brasil
O primeiro empréstimo externo do Brasil foi obtido em 1824, no valor de  3,7 milhões de libras esterlinas e ficou conhecido como "empréstimo português", destinado a cobrir dívidas do período colonial e que na prática significava um pagamento a Portugal pelo reconhecimento da independência. Contudo, estudos de historiadores mais recentes, como a historiadora Lilia Schwarcz, apontam que parte considerável do empréstimo de 1824 foi para indenizar navios portugueses que foram aprisionados e nacionalizados no processo da independência e também para o Brasil ficar com o acervo de livros da Biblioteca Nacional.
Depois disso o Brasil, "independente", passou a ter mais e mais dívidas, como aconteceu em 1906, no valor de 3,7 milhões de libras, com o “Convênio de Taubaté”, um acordo feito com os governadores de MG, RJ e SP, que, a partir de empréstimos tomados no exterior, comprariam e estocariam o excedente da produção de café.
A continuidade do pagamento da dívida externa é muito questionada no Brasil por alguns grupos e estudiosos, alegando que os encargos governamentais com pagamentos de dívidas comprometem o orçamento das áreas sociais.
Em 21 de fevereiro de 2008 o Banco Central do Brasil informou que o Brasil possuía recursos suficientes para quitar sua dívida externa, pois o país registrou reservas superiores a sua dívida externa do setor público e do setor privado. Foi a primeira vez na história do País que o Brasil deixou de ser devedor líquido. Com o aumento mais forte dos ativos externos do País, a posição credora do Brasil no exterior ficou em 6,983 bilhões de dólares em janeiro de 2008.
A dívida externa para junho de 2010 somou 225 bilhões de dólares, elevando-se US$6,8 bilhões em relação à posição estimada para o mês anterior.
A posição estimada da dívida externa total em dezembro de 2011 totalizou US$ 297,3 bilhões, redução de US$ 870 milhões em relação ao montante apurado para setembro de 2011. A dívida de longo prazo alcançou US$ 258,3 bilhões, aumento de US$ 6 bilhões, enquanto a de curto prazo atingiu US$ 39 bilhões, retração de US$ 6,9 bilhões no período comparativo.
Os principais fatores de variação da dívida externa de longo prazo foram as captações líquidas de empréstimos tomados pelo setor não financeiro, US$ 2,7 bilhões; empréstimos tomados por bancos, US$ 2,2 bilhões; títulos emitidos por bancos, US$1,3 bilhão; títulos emitidos pelo setor não financeiro, US$ 1 bilhão; e títulos emitidos governo (reabertura do Global 41), US$ 1 bilhão. As amortizações líquidas de empréstimos pelo governo somaram US$ 1,8 bilhão. A variação por paridades reduziu o estoque em US$746 milhões.
A retração da dívida externa de curto prazo decorreu principalmente de amortizações líquidas de empréstimos e de títulos por bancos, US$ 3,8 bilhões e US$ 2,6 bilhões, na ordem.
O ano de 2018 terminou com uma dívida total de US$ 320,612 bilhões. Em 2019 a dívida externa atingiu US$ 323,5 bilhões (a dívida a longo prazo a US$ 243,657 bilhões e o estoque de curto prazo em US$ 79,935 bilhões.
Em 2020, começo da crise do novo coronavírus, a dívida externa bruta terminou o ano em US$ 310 bilhões de dólares e 2021 a US$ 325,4 bilhões. O ano de 2022 fecha com US$ 319,6 bilhões (R$ 1,567 trilhão).
| Data          | Milhões US$ |
| ------------- | ----------- |
| Dezembro/2011 | 297.300     |
| Dezembro/2018 | 320.612     |
| Dezembro/2019 | 323.593     |